# Chalcides chalcides
Chalcides chalcides — вид ящірок родини сцинкових (Scincidae). Один із 32(33) видів роду. Поширений у Південній Європі та Північній Африці. Мешканець середземноморських гірських і прилеглих рівнинних ландшафтів. Вид занесений до Бернської конвенції та інших природоохоронних документів. Описано 2 підвиди.

## Етимологія
Наукові назви роду і виду походять від грец. chalkis, різновиду бронзового кольору (грец. chalkos = мідь, бронза з глянцевим вилиском).
Назва на інших мовах: Italian Three-toed Skink, Three-toed Skink (англ.; дослівно «італійський трипалий сцинк», «трипалий сцинк»); Italienische Walzenskink (нім.; дослівно «італійський роликовий сцинк»); seps tridactyle (фр.; дослівно «сепс трипалий»); трехпалый халцид, трехпалый сепс (рос.).

## Опис

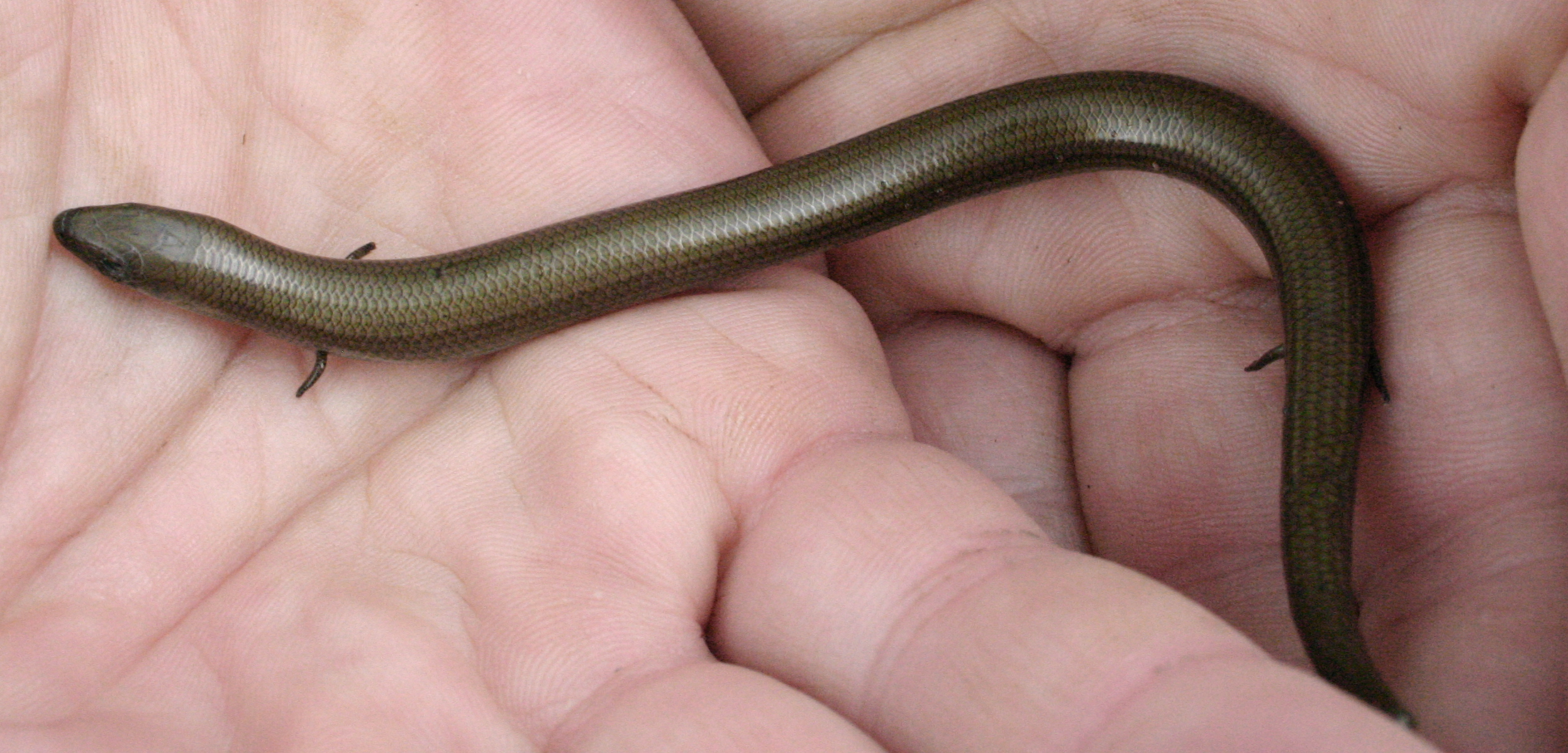
Chalcides chalcides, молода особина

Досить велика ящірка, з видовженим циліндричним змієподібним тілом, до 48 см завдовжки (L. + L.cd.). Хвіст (L.cd.) відносно широкий, співмірний із довжиною тулуба з головою; ламкий, здатний до регенерації. Самки зазвичай більші за самців. Голова невелика. Очі сильно зменшені й мають прозорі віконця з рухливим нижнім віком. Кінцівки короткі, редуковані, з трьома пальцями на кожній лапці. 
Тіло вкрите гладенькою блискучою рибоподібною лускою. Під лускатим покривом залягають кісткові пластинки (остеодерми), завдяки яким тіло сцинка виглядає  щільним і пружним на дотик. На голові остеодерми щільно зрощені з кістками черепу. Ніздря розташована між міжщелепним і дрібним носовим щитками. Надносові щитки розвинені. Парні передлобні й лобно-тім'яні щитки відсутні.
Забарвлення верхньої частини тіла блідо-коричневе, жовтувато-коричневе або сіре, з 4—6 вузькими темними смугами на спині. Уздовж боків, від основи голови до початку хвоста, тягнуться бліді темні смуги, які можуть бути непомітними в темніших осіб або відсутні зовсім (на Сардинії смуги завжди присутні). Нерідко трапляються однотонно забарвлені особини. Молоді особини мають темніше забарвлення, ніж дорослі.

## Поширення
Ареал охоплює частину Північної Африки (Північно-Східний Алжир, Північний Туніс, Північно-Західна Лівія). В Європі широко поширений в Італії (на південь від річки По), включаючи острови Сицилія, Сардинія та Ельба, а також на ряді менших островів.

## Місця проживання
Типовий представник середземноморської фауни. Населяє різноманітні відкриті середземноморські ландшафти, від рівня моря до середньогір'їв, віддаючи перевагу добре освітленим, помірно сухим  ділянкам з густою ксеромезофітною трав'янистою рослинністю і наявністю численних сховищ у вигляді скель, каміння, колод чи навіть людського сміття. Трапляється також у долинах річок і струмків з рідколіссям, на луках та пасовищах. Не уникає сільськогосподарських угідь та околиць населених пунктів, де трапляється в на околицях садів і виноградників. Його також можна знайти в посушливих і деградованих районах. У гори піднімається до висоти близько 1300 м над рівнем моря. 

## Особливості біології
У теплий період року може проявляти активність цілодобово. Але набагато більше 
потайний влітку й восени, коли діяльність обмежена рано вранці, а також у прохолодну погоду. 
Досить спритна ящірка; при небезпеці здатна швидко зникати серед густої трав'янистої рослинності. У період розмноження може бути досить численним, але поза ним трапляється рідко. Активний із лютого по жовтень, на півдні ареалу сплячка може бути коротшою. Сцинка можна побачити в сонячні дні взимку. 
Сцинк трипалий належить до справжніх живородних плазунів. Ембріони отримують живлення через кровоносні судини в тілі матері. Народжуються молоді сцинки повністю розвиненими. Парування відбувається в березні — травні, залежно від широти та висоти місцевості. Самиці народжують від 3 до 15 дитинчат між червнем і серпнем.  
Живиться комахами, павуками та іншими безхребетними.

## Охорона

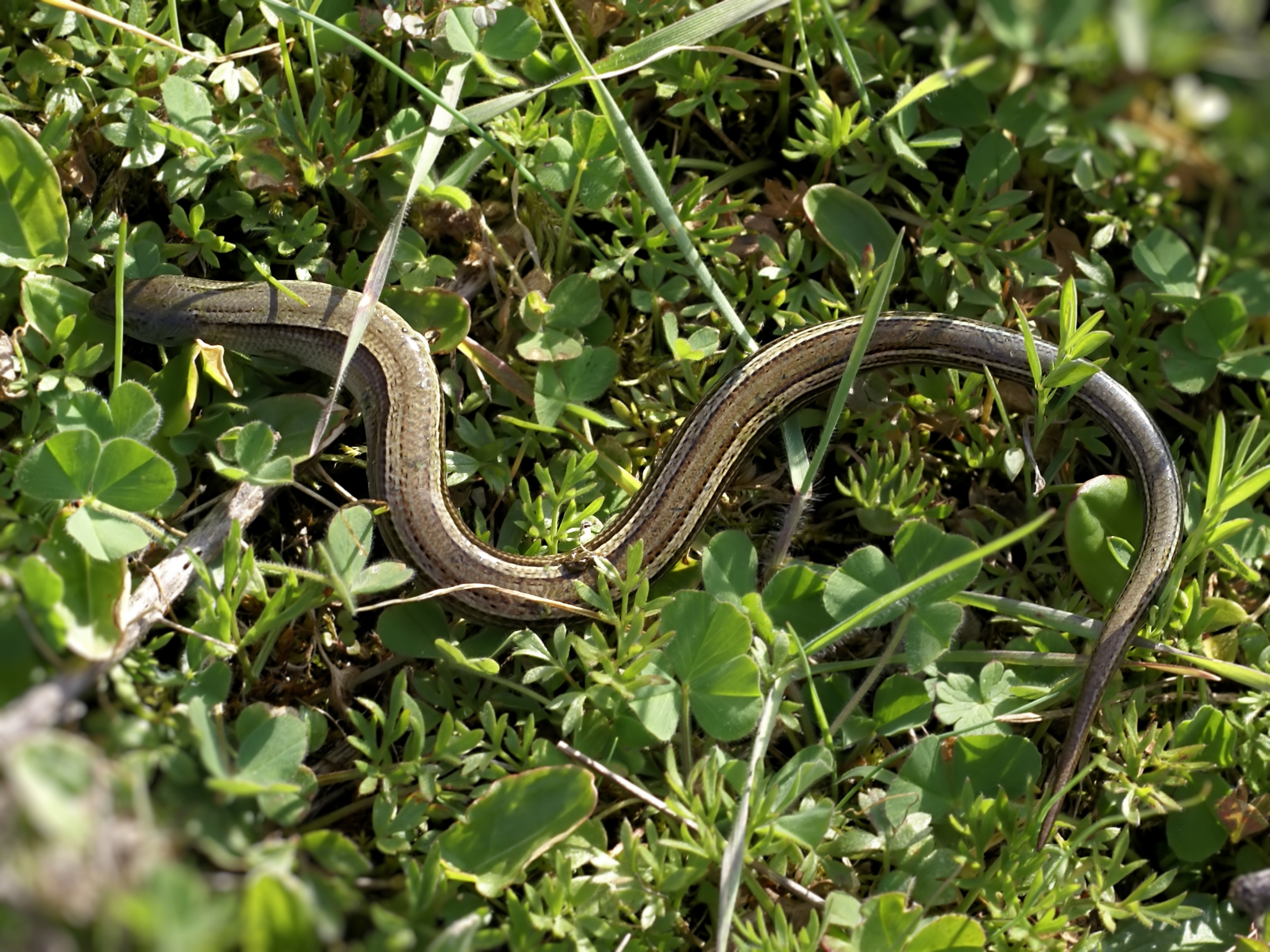
Chalcides chalcides. Сардинія

Стан більшості природних популяцій виду в межах ареалу залишається більш-менш стабільним. Саме тому він, згідно з Червоним списком МСОП, отримав охоронний статус «відносно благополучний вид». Але в окремих регіонах спостерігається тенденція до зниження чисельності популяції виду, що потребує запровадження охоронних заходів. Тому, сцинк трипалий занесений до Додатку ІІ Бернської конвенції (охоронна категорія: вид потребує особливої охорони).
Основною загрозою для виду є втрата середовища існування через інтенсифікацію сільського господарства в деяких районах. Вважається, що він перебуває під загрозою зникнення в прибережних зонах, особливо в результаті втрати середовища проживання через урбанізацію та розвиток туризму. Ящірки трапляються в ряді природоохоронних територій у межах ареалу.

## Систематика
Один із 32(33) видів роду веретеноподібних сцинків (Chalcides)
Описано 2 підвиди:
- Chalcides chalcides chalcides (Італія, острови Середземного моря);
- Chalcides chalcides vittatus (Північно-Західна Лівія, Алжир, Туніс, Італія (Сардінія)).